# Южноуралск
Южноуралск (на руски: Южноуральск) е град в Русия, разположен в градски окръг Южноуралск, Челябинска област. Населението му към 1 януари 2018 година е 37 728 души.